# مرزوق المولد
مرزوق المولد مواليد 6 أغسطس 1992 في المدينة المنورة، هو لاعب كرة سلة سعودي. بدأ مسيرته الاحترافية في سنة 2013. يلعب مع نادي الأنصار لكرة السلة في الدوري السعودي الممتاز لكرة السلة كلاعب هجوم خلفي. يبلغ طوله 6 قدم 0 بوصة (1.8 م).

## روابط خارجية
- مرزوق المولد على موقع fiba3x3.com (الإنجليزية)
- مرزوق المولد على موقع كرة السلة الأوروبية.كوم (الإنجليزية)
- مرزوق المولد على موقع ريلجم (الإنجليزية)
- مرزوق المولد على موقع بروبوليرز (الإنجليزية)